# 이와하시촌
이와하시촌(岩橋村)은 일본 아이치현 니와군에 설치되었던 촌이다. 현재의 이누야마시의 서부에 해당한다.